# Quattro per quattro
Quattro per quattro is een compositie van de Fin Aulis Sallinen.
De titel werd verklaard uit de compositie zelf; vier (naamloze) deeltjes voor vier muziekinstrumenten, in dit geval de combinatie van dwarsfluit of hobo of klarinet, viool, cello en spinet. Achteraf stelde Sallinen vast dat hij zich toen in een overgangsfase bevond. Begonnen als serialistische componist, sloeg hij nieuwe wegen in om zijn eigen stijl te ontwikkelen, die meer naar de tonaliteit zo gaan. In dit werk bevindt zich een korte passage waarin zijn chromatische akkoordenopbouw hoorbaar is, ook al is het maar voor een aantal seconden. Daarnaast verwijst de componist naar het verleden, hij past bijvoorbeeld de basso continuo-techniek toe, waarbij de cello en het spinet de baslijn verzorgen. Het werk heeft een open eind, een afsluitend akkoord ontbreekt; het spinet verzorgt de laatste tonen.
Sallinen schreef het werk in opdracht van het conservatorium in Turku, tevens plaats van de eerste uitvoering.

## Discografie
- Uitgave BIS Records 64: Gunilla von Bahr (dwarsfluit), Ari Angervo (v), Veikko Höylä ( c), Eva Nordwall (s)